# Arne Larsen (kombinator norweski)
Arne Kjell Larsen (ur. 23 grudnia 1937 w Asker) – norweski dwuboista klasyczny, złoty medalista mistrzostw świata.

## Kariera
Arne Larsen reprezentował klub Heggedal IL. W 1960 roku wystąpił na igrzyskach olimpijskich w Squaw Valley, gdzie uzyskał piąty wynik na skoczni oraz dziesiąty czas na trasie biegu, co dało mu ostatecznie szóste miejsce. Wyprzedził wtedy broniącego tytułu mistrza olimpijskiego Sverre Stenersena, także reprezentanta Norwegii, który rywalizację zakończył na siódmym miejscu. Dwa lata później, podczas mistrzostw świata w Zakopanem osiągnął największy sukces w swojej karierze zdobywając złoty medal. Larsen był siódmy w biegu oraz drugi na skoczni, co wystarczyło by zwyciężyć. Na podium wyprzedził Dmitrija Koczkina z ZSRR i swego rodaka Ole Henrika Fageråsa.
Wystąpił również na igrzyskach olimpijskich w Innsbrucku w 1964 roku, gdzie uzyskał trzeci czas w biegu, jednak na skoczni był dopiero siedemnasty i w efekcie zajął piątą pozycję. Wśród Norwegów lepszy wynik uzyskał tylko Tormod Knutsen, który zwyciężył. Larsen wystąpił także na mistrzostwach świata w Oslo w 1966 roku, jednak zanotował tam najsłabszy wynik, nie mieszcząc się w czołowej dziesiątce. Ponadto w 1962 roku był mistrzem Norwegii zarówno w skokach jak i kombinacji, a w 1965 roku został nagrodzony medalem Holmenkollen, wspólnie z fińskim biegaczem narciarskim Arto Tiainenem oraz szwedzkim kombinatorem Bengtem Erikssonem.

## Osiągnięcia

### Igrzyska olimpijskie
| Miejsce | Dzień     | Rok  | Miejscowość  | Konkurencja              | Wynik zwycięzcy | Strata      | Zwycięzca      |
| ------- | --------- | ---- | ------------ | ------------------------ | --------------- | ----------- | -------------- |
| 6.      | 22 lutego | 1960 | Squaw Valley | Indywidualnie K-80/15 km | 457,952 pkt     | -13,339 pkt | Georg Thoma    |
| 5.      | 3 lutego  | 1964 | Innsbruck    | Indywidualnie K-90/15 km | 469,28 pkt      | -38,65 pkt  | Tormod Knutsen |

### Mistrzostwa świata
| Miejsce | Dzień     | Rok  | Miejscowość | Konkurencja              | Wynik zwycięzcy | Strata | Zwycięzca   |
| ------- | --------- | ---- | ----------- | ------------------------ | --------------- | ------ | ----------- |
| 1.      | 20 lutego | 1962 | Zakopane    | Indywidualnie K-90/15 km | 454,33 pkt      | -      | -           |
| ?       | 21 lutego | 1966 | Oslo        | Indywidualnie K-90/15 km | 444,66 pkt      | ?      | Georg Thoma |